# أ. بي. بوتير
أ. بي. بوتير (بالإنجليزية: A. B. Potter)‏ هو طبيب أسنان أمريكي، ولد في 8 يناير 1872 في آيوا في الولايات المتحدة، وتوفي في 26 يناير 1961 في أوكلاهوما سيتي في الولايات المتحدة.